# Ганенко, Дмитрий Константинович
Дмитрий Константинович Ганенко (5 февраля 1988, Ленинград, РСФСР, СССР) — российский концертмейстер, солист симфонического оркестра Мариинского театра в Санкт-Петербурге (2013—2018), виолончелист, лауреат международных конкурсов.

## Биография
Играть на виолончели начал с семи лет. В 2003 году с отличием окончил Детскую музыкальную школу № 11 Василеостровского района Санкт-Петербурга (класс Н. Е. Жемолдиновой). В 2006 году с отличием окончил Среднюю специальную музыкальную школу при Санкт-Петербургской государственной консерватории имени Н. А. Римского-Корсакова. С 2006 года по 2011 год обучался в Санкт-Петербургской консерватории имени Н. А. Римского-Корсакова в классе А. П. Никитина. С 2010 по 2012 год обучался в Высшей школе музыки им. Х. Эйслера в Берлине под руководством Трольса Сване.
Много лет являлся стипендиатом Министерства культуры Российской Федерации, стипендиатом Филармонического общества Санкт-Петербурга (1998—2005 гг.) и международной программы «Новые имена».
Принимал участие в мастер-классах народной артистки СССР Наталии Шаховской, народного артиста Российской Федерации Сергея Ролдугина, Ко Ивасаки, Хатто Байерле, Трольса Сване, Йенса Петера Майнца и Леонида Горохова.
Принимал участие во многих международных фестивалях (в том числе в фестивале «Новые имена», конкурсе им. Чайковского и др.). Завоевал четыре первые премии на международных конкурсах.
В 2013—2018 годах являлся солистом Симфонического оркестра Мариинского театра, дает сольные концерты и выступает в составе камерных ансамблей.
Участвовал в фестивале «Европейские концерты в Санкт-Петербурге», состоявшегося 10-12 декабря 2009 года, выступал в Большом зале Санкт—Петербургской филармонии им. Д. Д. Шостаковича в сопровождении академического симфонического оркестра.
В 2010 году выступал в Праге, на гала-концерте восходящих петербургских звезд. В 2014 году выступал в России и Китае в составе Российско-китайского молодёжного оркестра под управлением В. Гергиева.
В июне 2015 года дал сольный концерт в Концертном зале Мариинского театра в рамках фестиваля «Звезды белых ночей». Участвовал в Московском пасхальном фестивале 2015 года. 8 июня 2015 года солировал на концерте оркестра Российско-Немецкой музыкальной Академии под управлением Валерия Гергиева в Konzerthaus на Жандарменмаркт в Берлине.
В составе камерного оркестра «Singolo orchestra» выступал на различных площадках, в том числе в Санкт-Петербургской филармонии имени Д. Д. Шостаковича.
С 2018 года ведёт сольную деятельность, выступает в Большом зале Санкт-Петербургской филармонии, Большом зале Московской консерватории, Концертном зале им. П. И. Чайковского, Концертном зале Мариинского театра и др.
Является учредителем и генеральным директором концертного агентства «Рококо Артс групп», которое организует крупные музыкальные проекты в Москве, Санкт-Петербурге и других городах России.
Играл на виолончели работы итальянского мастера Джузеппе Барджелли, предоставленной руководством Мариинского театра. Играет на инструменте работы немецкого мастера Людовика Отто.

## Награды
- Лауреат Международного конкурса юных талантов «Звезды Прометея» в номинации «музыка» (виолончель) (2001 год, Всемирный клуб петербуржцев)[13].
- Лауреат VI Международного конкурса Центральной музыкальной школы в Москве (I премия, 2006 год)[14]
- Лауреат Международного конкурса в Жерарме во Франции (I премия, 2007 год)
- Лауреат Международного конкурса Фонда Гартов в Санкт-Петербурге (I премия, 2007 год)
- Лауреат VI Международного конкурса им. Е. А. Мравинского в Санкт-Петербурге (I премия, 2008 год)[15].
- Лауреат I Международного конкурса им. Е. А. Мравинского в Санкт-Петербурге (III премия, 1996 год)[16].
- Номинант Премии приоритетного национального проекта «Образование» в области художественного творчества (2008 год)[17].